# John Stones
John Stones (Barnsley, 1994. május 28. –) angol válogatott labdarúgó, aki jelenleg a Manchester Cityben játszik, hátvédként.

## Pályafutása
Stones felnőtt karrierjét 2011-ben kezdte a Barnsley-ben ahol 2013-ig 25 bajnoki mérkőzésen lépett pályára, majd 2013-ban az Evertonhoz igazolt 3,50 millió euróért. 3 és fél évet töltött el a liverpooli kékek csapatában. 2016 nyarán a Pep Guardiola vezette Manchester City FC csapatához igazolt 55,6 millió euróért.

## Statisztika
2019. április 24-i állapot szerint.
| Válogatott | Év       | Mérk. | Gólok |
| ---------- | -------- | ----- | ----- |
| Anglia     | 2014     | 4     | 0     |
| Anglia     | 2015     | 3     | 0     |
| Anglia     | 2016     | 8     | 0     |
| Anglia     | 2017     | 7     | 0     |
| Anglia     | 2018     | 15    | 2     |
| Összesen   | Összesen | 37    | 2     |

## Sikerei, díjai
- Manchester City
  - Angol bajnok (3): 2017–18, 2018–19, 2020–21, 2021–22, 2022–23, 2023–24
  - Angol kupa (2): 2018–19, 2022–23
  - Angol ligakupa (4): 2018, 2019, 2020, 2021
  - Angol szuperkupa (2): 2018, 2019
  - UEFA-bajnokok ligája (1): 2022–23